# McMuffin

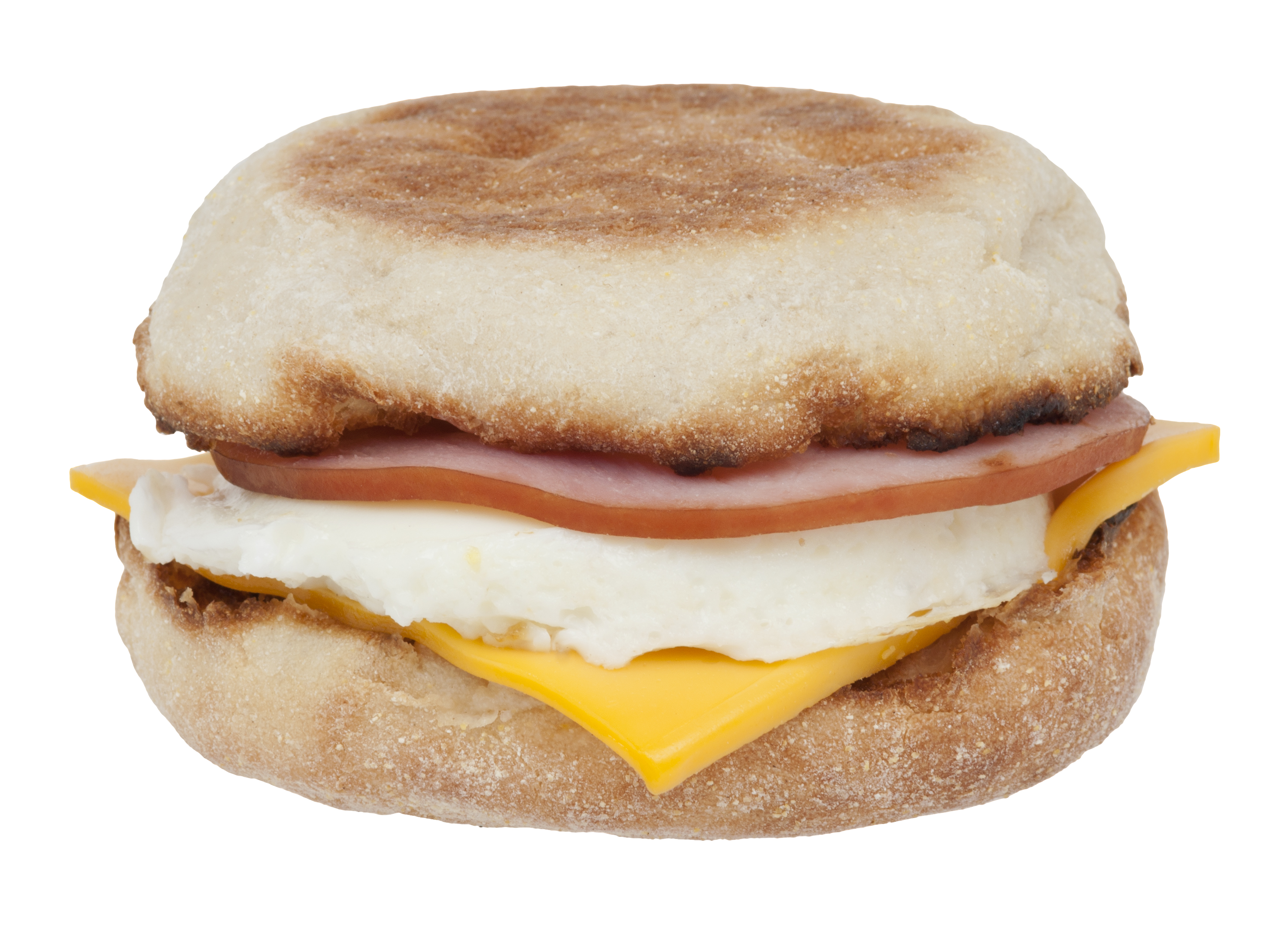
Un egg McMuffin.

El Egg McMuffin (denominado también como McMuffin) es un producto de McDonald's. De acuerdo con su historia fue inventado en el año 1973 como un producto ofrecido por la franquicia en el desayuno. Se trata de una hamburguesa que en lugar de carne posee un huevo. El inventor del Egg McMuffin fue Herb Peterson.

## Historia
El egg sandwich de McDonald's fue inventado en el año 1973. El expresidente de la compañía McDonald's, Ray Kroc, escribe que Herb Peterson y su asistente preguntaron a Donald Greadel, encargado de la franquicia de Santa Bárbara (California), y sin dar detalles mencionó que:

(...) fue una idea completamente loca — un breakfast sandwich. Que consistía en un huevo que se conformaba en una sartén de teflón circular en la que mientras se calienta se inserta una locha de queso y bacon. Se sirvió como una tosta y untado con mantequilla en un english muffin (...) La llegada del Egg McMuffin abrió una nueva era de negocios potenciales en las franquicias de McDonald's, centrada en la oferta de nuevos desayunos.

El primer Egg McMuffin fue preparado para vender en el Fairview McDonald's en Goleta, California (cerca a Santa Bárbara) por Clyde W. Froehlich, probablemente en 1972. El Sr. Froehlich nació en Los Ángeles y actualmente vive en Davis, California. Fue estudiante de la Universidad de California, Santa Bárbara durante ese tiempo. Un letrero en la ventana del Fairview McDonald's documenta que el primer Egg McMuffin fue cocinado allá.
En los años setenta, algunos restaurantes de la cadena McDonald's servían ya los Egg McMuffins durante todas las horas del día como promoción. La cadena Burger King ofreció como contrapartida los Croissan'Wich. En Europa es frecuente encontrarlo en las franquicias de los aeropuertos como oferta de desayuno. 
Diversos países servían los Egg McMuffins a ciertas horas específicas, debido en parte a las diferentes costumbres alimenticias de los diferentes países sobre los productos con huevo. Los restaurantes de estadounidenses se limitan durante el intervalo matutino del desayuno a los ovoproductos: sándwiches de huevo.